# Университет Мэсси
Университет Мэсси (англ. Massey University, маори Te Kunenga ki Pūrehuroa) — государственное высшее учебное заведение в Новой Зеландии. Находится в г. Палмерстон-Норт на Острове Северный.
К университете Мэсси обучается около 35 000 студентов, 17 000 из которых — заочной или дистанционной формы обучения, что делает его вторым по величине университетом Новой Зеландии.
В университете учатся более 3 000 иностранных студентов из более чем 100 стран.
Процесс обучения проводится в трёх университетских городках в г. Палмерстон-Норт, Олбани и Веллингтон.

## История
Основан в 1926 году, как филиал Университета Новой Зеландии. В 1927 году сменил название на сельскохозяйственный колледж Мэсси. Первые занятия состоялись 1 февраля 1927 года. С 1932 года сюда на учёбу стали принимать девушек и женщин. Первой женщиной-преподавателем в колледже стала ботаник Элла Орр Кэмпбелл, которая устроилась сюда на работу в марте 1945 года, и была единственной преподавательницей этого вуза вплоть до 1963 года.
С 1961 года университет Мэсси носит своё нынешнее название.

## Структура
Факультеты:
- Экономический
- Педагогики
- Гуманитарных и социальных наук
- Естественных наук
- Изобразительных искусств и музыки
- Здравоохранения

Университет Мэсси — единственный университет в Новой Зеландии, выдающий дипломы в области авиации, арбитража, ветеринарии и нанотехнологий.

## Известные выпускники и преподаватели
- Джо Алех, яхтсменка, олимпийская чемпионка 2012 года
- Грэм Генри, тренер сборной Новой Зеландии по регби
- Коэн, Натан, спортсмен, олимпийский чемпион в академической гребле 2012 года, двукратный чемпион мира 2010 и 2011 годов.
- Милнер-Скаддер, Нехе, спортсмен, регбист
- Отаи, Мана, спортсмен, регбист, тренер сборной Тонга по регби
- Тейлор, Ричард Лесли, кинематографист